# Gemeiner Spaltblättling
Der Gemeine Spaltblättling (Schizophyllum commune) ist eine Pilzart aus der Familie der Spaltblättlingsverwandten (Schizophyllaceae).

## Merkmale

Im Querschnitt ist das in 2 Schichten geteilte, lamellenartige Hymenophor gut zu erkennen.

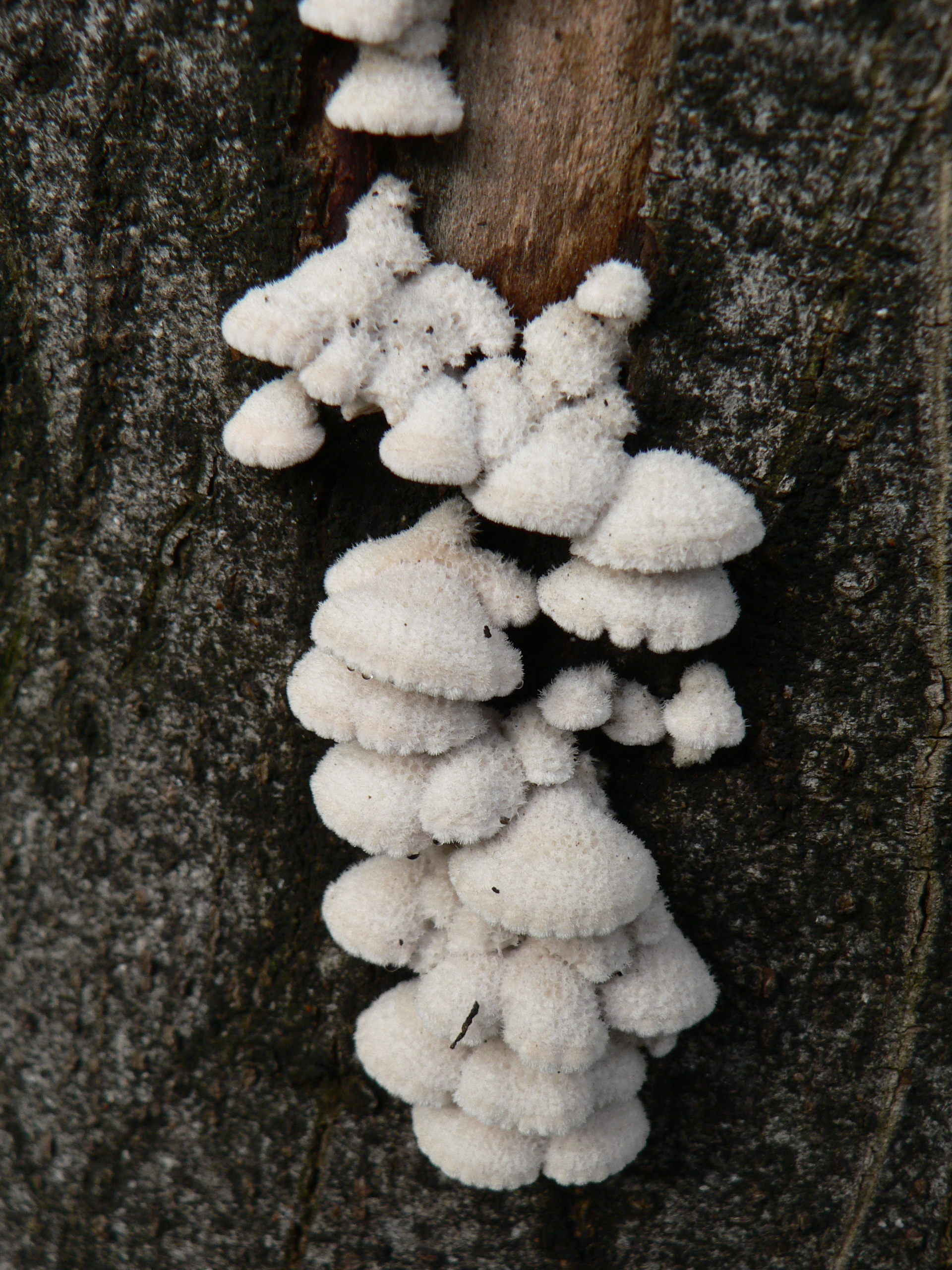
Oberseits feinfilzige bis haarige Fruchtkörper des Gemeinen Spaltblättlings an teils entrindetem Totholz

Der Spaltblättling bildet Sammelfruchtkörper, die aus teils miteinander verwachsenen, schüsselförmigen (cypheloiden) Einzelfruchtkörpern bestehen. Der Aufbau erklärt auch die namensgebenden gespaltenen „Lamellen“, die bei Trockenheit auseinanderklaffen. Die scheinbaren Innenseiten der Lamellen stellen dabei die Außenseiten der miteinander verwachsenen Fruchtkörper dar. Durch hygrometrische Bewegung wird die Fruchtschicht bei Trockenheit durch Einrollen in einer Art Kammern geschützt. Im feuchten Zustand öffnen sich diese Kammern wieder („Lamellen“ geschlossen) und der Fruchtkörper sporuliert erneut. Es wird berichtet, dass selbst jahrelang trocken aufbewahrte Fruchtkörper bei Befeuchtung wieder sporulieren. Die Oberseite des Sammelfruchtkörpers ist mit einem im feuchten Zustand grauen und trocken weißen Filz bedeckt.

## Artabgrenzung
Der Spaltblättling ist bis auf den optisch deutlich verschiedenen Pappel-Becherrindenschwamm die einzige Art seiner Gattung in Europa. Verwechslung mit anderen Pilzarten ist aufgrund der markanten Erscheinungsform recht unwahrscheinlich.

## Ökologie und Verbreitung
Der Gemeine Spaltblättling wächst als Saprobiont (Weißfäuleerreger) und Wundparasit an verschiedenen Laub- und Nadelhölzern. In der Literatur wird als bevorzugtes Substrat in Mitteleuropa (?) die Rotbuche gefolgt von der Fichte angegeben. Daneben wird der Gemeine Spaltblättling an einer Vielzahl weiterer Hölzer sowie an weiteren Substraten (verkohltes Holz, Kräuterstängel, Knochen und Horn) gefunden. Selbst vom Auftreten als Parasit bei immungeschwächten Menschen wird berichtet.
Der Spaltblättling kommt in allen Arten mitteleuropäischer Waldtypen sowie vor allem in anthropogen beeinflussten Biotopen vor (Weg- und Straßenränder, Holzlagerplätze, Kahlschläge, Gärten und Parks). Als ausgesprochen trockenheits- und hitzeresistenter Pilz kommt er besonders an sonnen- und windexponierten Hölzern vor. Der Pilz ist in Deutschland in allen Höhenstufen verbreitet.

## Bedeutung
Der Gemeine Spaltblättling wird als ungiftig und essbar eingestuft. Eine Studie von 2006 zeigte, dass er in Mexico weit verbreitet als Speisepilz verzehrt wird. Er kann als Zersetzer von gelagertem oder verbautem Holz beträchtlichen Schaden anrichten. Der Gemeine Spaltblättling ist der weltweit vermutlich am weitesten verbreitete Pilz. Besonders interessant ist, dass dieser Pilz 23.328 verschiedene Kreuzungstypen ausbildet.
Im Juni 2006 meldete die Eidgenössische Materialprüfungs- und Forschungsanstalt ein Patent für ein Verfahren an, um mit Hilfe des Gemeinen Spaltblättlings die Klangeigenschaften von Fichte zu verbessern, ohne die Stabilität zu beeinträchtigen.
Bei Wintershall in Niedersachsen wurde 2012 an einer neuen, umweltschonenden Technologie gearbeitet, die die Förderung von Erdöl verbessern könnte: Der Pilz produziert einen Schleim, ein Exopolysaccharid namens Schizophyllan, mit dessen Hilfe die Viskosität des zum Verdrängen des Öls aus der Lagerstätte genutzten Wassers optimiert und damit insgesamt bis zu 10 % mehr Öl gefördert werden könnte als ohne diesen Zusatz.
Der Gemeine Spaltblättling kann für den Menschen ein Krankheitserreger sein, es gibt unter anderem Berichte von allergischen bronchopulmonalen Mykosen.